# Dissé-sous-Ballon

Dissé-sous-Ballon este o comună în departamentul Sarthe, Franța. În 2009 avea o populație de 133 de locuitori.